# جون سلوس هوبارت
جون سلوس هوبارت (بالإنجليزية: John Sloss Hobart)‏ (و. 1738 – 1805 م) هو سياسي، وقاض، ومحام من الولايات المتحدة الأمريكية ولد في فيرفيلد.
تولى منصب عضو مجلس الشيوخ الأمريكي .وهو عضو في الحزب الفيدرالي الأمريكي .

## التعليم
تعلم في جامعة ييل.